# Cyperus armstrongii
Cyperus armstrongii är en halvgräsart som beskrevs av George Bentham. Cyperus armstrongii ingår i släktet papyrusar, och familjen halvgräs.
Artens utbredningsområde är Queensland. Inga underarter finns listade i Catalogue of Life.